# Telmo Ibarburu
Telmo Ibarburu, nacido como Telmo Fernández Ibarburu (Pamplona, 1995) es un director de cine español.

## Biografía
Telmo nació en Pamplona (1995). Tras licenciarse en Comunicación Audiovisual en la Facultad de Comunicación de la Universidad de Navarra, comenzó a trabajar en Arena Comunicación (2017), como ayudante de realización y edición. Tiempo después trabajó en labores de dirección y producción en Madrid y Barcelona, en diversas empresas: Disney Channel, Pepsico o Wizzair.
También colaboró en la producción del largometraje Que me quiten lo bailao de la Escuela Superior de Cine y Audiovisuales de Cataluña (ESCAC), así como otras participaciones en rodajes publicitarios y videoclips. Colaboró en la producción de Larrua Jo, cortometraje del director navarro Erik Rodríguez, premiado en D’A Film fest. Y más adelante en el departamento de dirección en la película Te quiero, imbécil de la directora Laura Maña.
Ha compaginado su trabajo en ficción con proyectos personales de fotografía y vídeo para empresas y ONG. En la Amazonia Ecuatoriana ha trabajado con: la Fundación Alejandro Labaka; el Museo CICAME de Isla Pompeya; el Museo Arqueológico; o el Centro Cultural de Orellana MACCO, siendo también formador de jóvenes. Ha trabajado en el departamento de dirección de la serie “Tú no eres especial”, de Netflix. 
En 2024 estrenó su ópera prima: Película nº1.El largomentraje se estrenó en el Festival de cine documental y cortometrajes de Kerala, en la ciudad india de Thiruvananthapuram. En Película nº1, Ibarburu viajó a la amazonia ecuatoriana para realizar su primer largometraje documental. Vivió cuatro meses con tribus indígenas, durante los cuales llegó el covid-19 al país y se produjo uno de los mayores derrames de crudo de las últimas décadas.

## Premios y distinciones
- Premio Ibaia, otorgado por la Asociación de Productoras Audiovisuales Independientes del País Vasco. Proyecto seleccionado para participar en la edición del DocsBarcelona.[10]
- Proyecto ganador del Premio DocsBarcelona (2021), en el marco del Donostia Zinemaldia - Festival Internacional de Cine de San Sebastián.[11]